# Kacper Kostecki
Kacper Kostecki herbu Prus II (ur. 1785 w Tyrawie Wołoskiej, zm. 13 lub 14 marca 1864 w Sanoku) – polski lekarz, doktor medycyny.

## Życiorys
Urodził się w 1785 w Tyrawie Wołoskiej. Kształcił się w Collegium Medicum Uniwersytetu Jagiellońskiego, gdzie w 1809 uzyskał stopień akademicki oraz stopień doktora. Po ukończeniu studiów służył w Armii Księstwa Warszawskiego. Za swoje zasługi, które oddał służąc w szeregach 14 pułku piechoty podczas kampanii 1812, został odznaczony Krzyżem Złotym Krzyżem Złotym Orderu Virtuti Militari nr 66 dekretem Komisji Rządowej Wojny w Warszawie z 17 czerwca 1820.
Osiadł w Samborze, gdzie udzielał się jako lekarz. Od 1834 pracował w służbie rządowej. Od 1834 był lekarzem powiatowym (Bezirksarzt) w Radowcach w ramach cyrkułu Bukowiny (Bukowiner Kreisamt), od 1835 lekarzem powiatowym w Sanoku w ramach cyrkułu sanockiego (Sanoker Kreisamt) (według innych źródeł wówczas pracował w Baligrodzie), od 1836 był lekarzem cyrkularnym (obwodowym) w cyrkule jasielskim (Jasłoer Kreisamt). Od 1841 przez ponad 20 lat do końca życia był lekarzem cyrkularnym (określany także jako fizyk obwodowy) ponownie w cyrkule sanockim.
Około 1856 otrzymał tytuł Honorowego Obywatelstwa Sanoka. Łącznie przepracował w zawodzie lekarza około 55 lat. Swój zawód wykonywał nierzadko z narażeniem własnego zdrowia, lecząc pacjentów podczas epidemii różnych chorób, bez różnicy na ich wyznanie czy narodowość
Od około 1852 był żonaty z Anielą z domu Rzepecką. Do końca życia zamieszkiwał w Sanoku pod numerem 74. Według różnych źródeł zmarł 13 lub 14 marca 1864 w Sanoku w wieku 79 lub 80 lat. Uroczysty pogrzeb odbył się na cmentarzu w Sanoku w dniu 15 lub 16 marca 1864 przy udziale przedstawicieli wszystkich stanów w uroczystościach pod przewodnictwem ks. proboszcza Franciszka Salezego Czaszyńskiego. W relacji prasowej podano, że „najstarsi ludzie nie pamiętają tak wspaniałego pogrzebu, jeżeli wspaniałość tego obrzędu mierzyć będziemy według liczby osób towarzyszącym zwłokom zmarłego na miejsce wiecznego odpoczynku”.
Następcą Kacpra Kosteckiego na stanowisku lekarza cyrkularnego w Sanoku został w 1864 dr. Józef Demetrykiewicz. Wdowa po doktorze zmarła 13 grudnia 1866 w Krakowie w wieku 80 lat i w tym mieście została pochowana.